# Paul Fiolle
Paul Fiolle, né le 25 mai 1887 à Pertuis dans le Vaucluse et mort pour la France à Herbécourt dans le département de la Somme le 3 juillet 1916, est un médecin et romancier français du XXe siècle. Son nom est inscrit au Panthéon parmi les 560 écrivains morts au combat pendant la Première Guerre mondiale.

## Biographie
Paul Emmanuel Fiolle, né le 25 mai 1887 à Pertuis est le fils d'Edmond Fiolle (1852-), médecin et de Marie Victoire Jeanne Girard (1861-). Il a un frère aîné, Jean Fiolle, né en 1884.  
Après sa scolarité secondaire au lycée d'Avignon, il fait son service militaire au 58e régiment d'infanterie d'octobre 1905 à septembre 1906. Comme son frère, il poursuit ensuite des études de médecine à Marseille. Nommé interne des hôpitaux d’Avignon en 1908, puis interne des hôpitaux de Marseille en 1909, il soutient sa thèse de doctorat en médecine le 10 mars 1911 à la faculté de médecine de Montpellier, intitulée La voie coccy-périnéale (technique),.
Très proche de son frère devenu professeur de chirurgie à 28 ans, il publie avec lui des articles scientifiques dès 1910 portant principalement sur la chirurgie des voies urinaires. Tous deux se lient avec Émile Sicard, alors directeur de la revue littéraire Le Feu, à qui ils proposent le texte du premier roman qu'ils ont écrit ensemble, Les Patibulaires, publié en 1911. Proposé pour le prix Goncourt en 1913, le roman est retiré de la compétition à la suite de pressions exercées par le corps médical de Marseille et Montpellier où certains se reconnaissent parmi les protagonistes.
En septembre 1912, il écrit au secrétaire perpétuel de l'Académie française pour poser sa candidature au fauteuil no14 laissé vacant après la mort de Henry Houssaye face au général Hubert Lyautey, soulignant qu'il est aussi nouveau en littérature que le futur maréchal de France.
Lors de la mobilisation d'août 1914, il est rappelé comme aide auxiliaire au 1er bataillon du 4e régiment d'infanterie coloniale à Toulon. Il part pour la Lorraine avec son régiment le 9 août, marche vers Stenay, puis Baâlon et participe à la bataille de Charleroi en Belgique. Le 23 août, il reçoit le baptême du feu et a « l’insigne honneur d’aller chercher sur la ligne de combat, les trois premiers blessés du régiment ». Pendant la retraite qui suit, il s'engage entièrement auprès des blessés avec ses brancardiers, ce qui lui vaut sa première citation à l'ordre de l'armée : « A fait preuve de bravoure et d'absolu sentiment du devoir en assurant d'une façon parfaite, sur le champ de bataille, le traitement et l'évacuation des blessés ». Plusieurs citations suivront.
Il passe au 8e régiment d'infanterie coloniale début octobre 1914 et y est promu médecin aide-major de 2e classe du 2e bataillon. En septembre 1915, il écrit avec son frère un rapport qui préconise d'opérer les blessés au plus près de la ligne de front. Leur proposition se concrétise avec l'installation d'un poste chirurgical près de la main de Massiges auquel Paul est affecté à mi-temps pendant l'automne 1915.   
En mars 1916, contre son gré, il est envoyé à l'arrière dans un hôpital temporaire du Finistère. Face à l'inaction qui lui pèse, il demande à retourner au front et revient dans les tranchées avec son régiment d'origine en juin, juste avant le début de la bataille de la Somme. La grande offensive franco-britannique commence le 1er juillet 1916 et c'est au cours de celle-ci que Paul Fiolle est tué d'une salve de mitrailleuse le 3 juillet 1916 à Herbécourt,. Son frère qui se trouve dans le même secteur avec Georges Duhamel vient chercher son corps au volant d'un camion de munitions et se dit « amputé du cœur et de l'esprit ». Paul est inhumé au cimetière de Villers-Bretonneux.   
Jean Fiolle fait publier le carnet de route et des lettres de son frère en 1917. Jean Norton-Cru cite La Marsouille et les Lettres de Paul Fiolle parmi les assez bons témoignages (catégorie III), dans Témoins, son analyse extensive des écrits des combattants de la Première Guerre mondiale parue en 1929.  

## Quelques citations
Enfoui dans un trou humide, je taille et je retaille, rogne et ajuste, recouds et rafistole le jour et la nuit. Du sang jusqu’aux yeux et la colique au ventre.  
De la guerre, je n’aurai vu que les horreurs, je n’aurai connu que les périls. L’enthousiasme du combattant m’aura toujours été refusé […] confiné à mon rôle obscur et lamentable de releveur de blessés […] Et dans mes souvenirs, toujours la même histoire revient : les autres se sont battus, je les ai vu se battre, j’ai partagé leurs dangers, et puis, j’ai ramassé ceux d’entre eux qui étaient tombés […] dès le moment où le combat s’engage, savoir que, quel que soit le sort des armes, la besogne à laquelle on est voué sera de recueillir les débris, cela est beau peut-être mais plus terrible que tout. Les grands succès, les grandes victoires, pour moi, sont comme les défaites : ces jours-là, je vois beaucoup souffrir, je vois beaucoup pleurer.
La bravoure ne consiste pas à n’avoir peur de rien, mais bien plutôt à réfréner sa terreur, à marcher malgré elle. Auprès de vous s'écrasent les balles ; les marmites vous assourdissent de leur fracas et vous couvrent de terre […] À ces moments-là on a peur, oui on a peur ; et on reste parce qu'il faut rester.
Poilu ! Que de bêtises l’on écrit en ton nom !

## Œuvres principales
- Les Patibulaires, mœurs médicales, en collaboration avec Jean Fiolle, 1911
- Les Oudinot, en collaboration avec Jean Fiolle, 1912
- Les Captifs, en collaboration avec Jean Fiolle, 1913
- La Marsouille, 1917

## Distinctions
- Chevalier de la Légion d'honneur, à titre posthume, décret du 17 avril 1920[25].
- 1918 : Académie française - Prix Montyon pour La Marsouille[26]

## Hommages
- Le nom de Paul Fiolle est inscrit au Panthéon dans la liste des 560 écrivains morts pour la France[27].
- Son nom figure sur les plaques commémoratives 1914-1918 de la faculté de médecine et de pharmacie de Marseille, de la faculté de médecine de Montpellier et sur le monument aux morts de Le Thor (la commune où vivaient ses parents).